# Biagio Marin
Biagio Marin (Grado, 29 giugno 1891 – Grado, 24 dicembre 1985) è stato un poeta e scrittore italiano, nato in territori allora appartenenti all'Impero austro-ungarico.

## Biografia

### La giovinezza
Marin nacque da una famiglia borghese di origini modeste; nei primi anni di vita rimase orfano di madre e venne allevato dalla nonna paterna. A nove anni iniziò gli studi a Gorizia, dove in seguito frequentò il ginnasio di lingua tedesca, completando gli studi superiori a Pisino d'Istria alle Scuole Reali Superiori.
Nel 1909 partecipò alla fondazione della Società Canottieri Ausonia, con l'intento di dimostrare la propria volontà di unirsi ai territori del Regno d'Italia. Infatti l'associazione sportiva fa proprio uno degli antichi nomi della penisola italiana e gli atleti indossano divise che utilizzano il tricolore della bandiera italiana.
Nel 1911 si recò a Firenze, dove ebbe modo di frequentare l'ambiente letterario de La Voce, la più famosa rivista dell'epoca, che radunava le più diverse forze intellettuali, unite nella convinzione che la letteratura fosse impegno completo e dovere morale. Molti aderenti a questa rivista saranno poi tra i più accesi interventisti.
Oltre a partecipare al dibattito culturale insieme a Umberto Saba, Giorgio Fano e Scipio Slataper, suoi conterranei, avrà modo di ammirare per la prima volta i tesori d'arte di Firenze, così diversa da Gorizia, da Trieste e dalle città istriane.

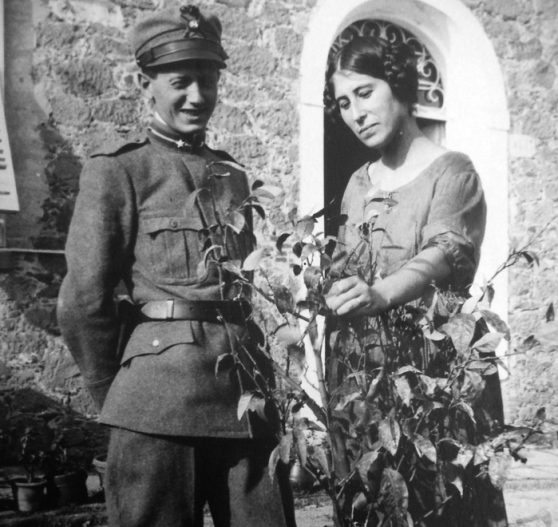
Biagio Marin e Pina Marini

Dopo un anno di permanenza, Marin lasciò Firenze per Vienna, dove si iscrisse all'Università alla facoltà di filosofia, frequentata allora anche dall'amico Luigi Visintin. In questo periodo Biagio Marin pubblicò la sua prima raccolta di poesie in dialetto gradese: Fiuri de tapo (1912). Dopo due anni di permanenza nella capitale austriaca, il giovane Marin decise di ritornare a Firenze. Appena arrivato nella città toscana si fidanzò con Pina Marini, che sposò l'anno seguente e da cui ebbe quattro figli: Gioiella, Marina, Falco, Serena.
La prima guerra mondiale lo pone di fronte, suo malgrado, a una scelta di campo come cittadino austriaco ma, a causa delle sue frequentazioni a La Voce, lo risolse arruolandosi volontario nell'esercito italiano, senza quei turbamenti psicologici che molti personaggi, come il giovane deputato trentino Alcide De Gasperi, provarono all'entrata in guerra dell'Italia. Durante la guerra soggiornò però in un sanatorio svizzero. Alla fine del conflitto Biagio Marin completò gli studi di filosofia all'Università di Roma, dove si laureò con Varisco, e non con Gentile, come erroneamente è riportato in molti testi.

### La maturità
Dopo la laurea a Gorizia insegnò filosofia e pedagogia utilizzando un metodo di insegnamento particolare che lo portò, dopo vari contrasti anche con il clero locale, a lasciare la cattedra; dopo un breve periodo come ispettore scolastico, fu assunto nel 1921 dall'Azienda di soggiorno di Grado nella quale resterà come direttore ben 14 anni. Contemporaneamente diventò segretario del Fascio di Grado, carica che mantenne per diversi anni. Nel 1938 lasciò la direzione dell'Azienda di soggiorno e decise di ritornare all'insegnamento a Trieste. Furono questi gli anni in cui Marin intraprese un fecondo rapporto di amicizia con il compositore Cesare Augusto Seghizzi. Dopo alcuni anni abbandonò ancora l'insegnamento, questa volta definitivamente, per un posto di bibliotecario alle Assicurazioni Generali, a Trieste.

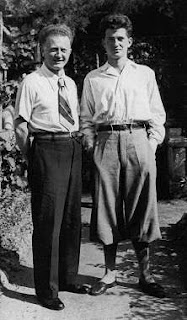
Biagio con il figlio Falco

Nel 1936 fece richiesta di essere arruolato nell'esercito e partecipare all'impresa coloniale. Ancora all'inizio degli anni Quaranta guarda con estrema fiducia - così risulta dai suoi diari - al nazismo, l'unica forza a suo dire capace di frenare il bolscevismo. Nel periodo della seconda guerra mondiale, stanco e depresso per la scoperta dell'esistenza della tragica Risiera di San Sabba e per la perdita del figlio Falco in combattimento in Slovenia, per il suo innato senso organizzativo si impegnò in un periodo abbastanza controverso a gestire una difficile situazione per la presenza dei partigiani sloveni, inquadrati nelle armate di Tito, il comitato di liberazione triestino.
Finita la guerra Marin decise di pubblicare i primi volumi delle sue opere, che fino ad allora erano conosciute solo a una ristrettissima cerchia di persone, e di raccogliere le sue poesie in un volume intitolato Le litànie de la Madona (1949). Nel '52 venne incluso nell'antologia Poesia dialettale del Novecento, edita da Guanda, curata da Pasolini e Dell'Arco, che contribuì a nutrire la sua fama a livello nazionale. Nel 1951, pubblicò una prima edizione de I canti de l’isola, raccogliendo e rivisitando le sillogi fino allora pubblicate e aggiungendo cinque raccolte nuove: Canti de prima istàe, Le setenbrine, Minudagia, Omini e mestieri, L’ultima refolada. Seguirono: Sénere colde (1953); Tristessa de la sera (1957); L’estadela de San Martin (1958); El fogo del ponente (1959). Nel 1961 pubblicò il libro di poesie Solitàe per Scheiwiller, con La lettera accompagnatoria a Scheiwiller e ai lettori di Pasolini. Con il libro di versi Il non tempo del mare (1964) vinse il Premio Bagutta nel 1965.

### Gli ultimi anni

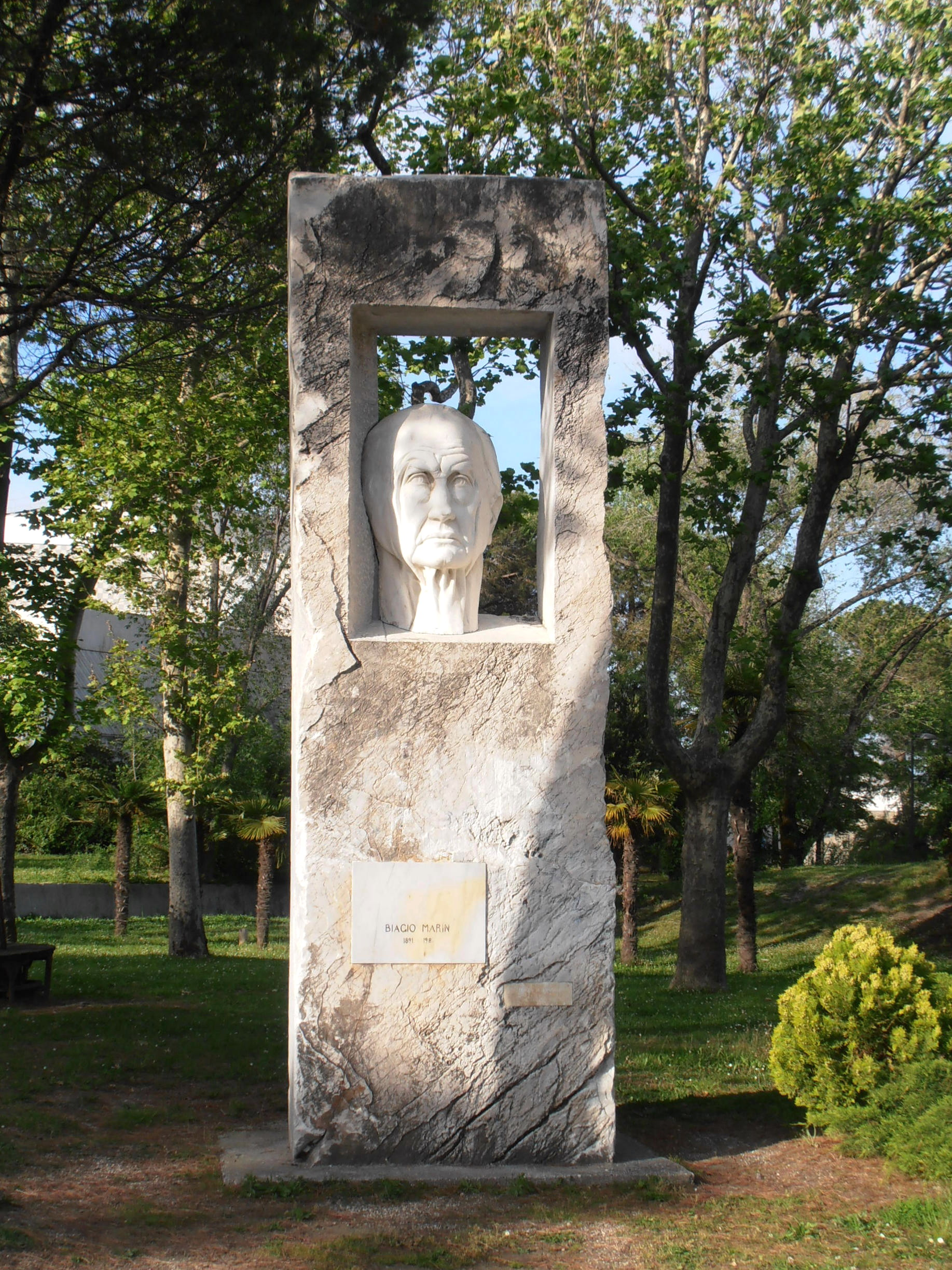
Grado - Parco delle rose
Monumento a Biagio Marin

Nel 1966 Marin venne contattato dal poeta abruzzese Ottaviano Giannangeli (con cui sviluppò un profondo rapporto d'amicizia), che lo convinse a prender parte alla giuria del Premio Nazionale di Poesia Dialettale Lanciano (CH), di cui sarà membro fino ai primi anni Settanta, insieme a Vittorio Clemente, Mario Sansone e Giuseppe Rosato. Sviluppò un intenso legame con l'Abruzzo, tanto da scriverne in questo modo: "Belle le montagne, bello il mare d'Abruzzo, ma bellissima la misura dei suoi uomini e penso che essi costituiscano, con altri uomini viventi in provincia, un'importante riserva di vita per tutta l'Italia" (da Ricordo d'Abruzzo, in Discanto di Pasquale Scarpitti, Editrice Sarus, Teramo, 1972).
Nel 1970 il poeta decise di pubblicare tutte le poesie scritte fino a quel momento in un’edizione ampliata de I canti de l'Isola.
Negli anni Settanta le pubblicazioni dialettali La vita xe fiama (1972), A sol calao (1974), El critoleo del corpo fracasao dedicato a Pasolini (1976), In memoria (1978), con i contributi di Pasolini, Claudio Magris (con cui sviluppa un rapporto padre-figlio, testimoniato da una ricca corrispondenza), Carlo Bo e Mario Fubini, e una raccolta di versi in italiano dal titolo Acquamarina, lo portano fuori da una dimensione regionale e lo fanno entrare in una posizione di primo piano nella poesia nazionale.
Nel 1978, dopo il suicidio, avvenuto l'anno prima, del suo amato nipote Guido, morì anche la moglie Pina; la dolorosa perdita dei suoi cari e il decadimento fisico iniziarono a pesare sul poeta, che diventò nel giro di pochi anni sordo e semicieco, ma aprirono nuove prospettive forse più cupe rispetto alla poetica precedente, come si può notare nelle ultime tre raccolte di poesie Nel silenzio più teso (1980), Poesie (1981), La vose de la sera (1985).
Dopo aver vissuto una vita ricca di avventure e di esperienze profonde nella sua isola di Grado muore nel 1985.

## Il ritorno di Trieste all'Italia
Un pensiero di Marin viene esposto al Buffet "Impero" in piazza libertà a Trieste, datato 25 ottobre 1954 in occasione della riannessione di Trieste all'Italia:
“Trieste è felice stasera.

Celebra con trasporto la sua futura sventura.

Perché tutte le volte che questa nostra città si è concessa con sconfinato entusiasmo all’Italia amata,

ha subito imboccato la triste strada della decadenza.

Noi eravamo il gioiello dell’Impero di Maria Teresa e il porto dell’Austria.

Eravamo la rosa profumata degli Asburgo.

Con l’Italia saremo un piccolo fondaco gestito in modo sbrigativo dai burocratici e diventeremo una società strozzata e

rassegnata di facili guadagni e di indomabili nostalgie.

Oggi è cominciato il nostro tramonto.”

## La poetica
La poetica di Marin si è sempre mantenuta, con l'eccezione di Acqua marina scritta in italiano, fedele alla linea del primo libro, legata alle radici della sua terra e alla sua cultura primitiva marinara, costruita su i dolori dell'esistenza, sulle gioie e sugli amori per le memorie del passato, dove proprio il dialetto gradese con le sue risonanze acquista, in questo senso, una sua verità morale e religiosa. Marin riesce a creare un linguaggio raffinato che nel corso della sua lunga attività creativa si perfeziona nello stile e raggiunge alti livelli di essenzialità e musicalità.

## Opere principali

### Poesia
- Fiuri de tapo, Gorizia, 1912;
- La girlanda de gno suore, Gorizia, 1922; Edizioni San Marco dei Giustiniani, Genova, ISBN 978-88-7494-214-5
- Canzone piccole, Udine, 1927;
- I canti de l'Isola, Udine, 1951 (comprende le precedenti raccolte):
- Sénere colde, Roma, 1953;
- Trìstessa de la sera, Verona, 1957;
- L'estadela de S. Martin, Caltanissetta, 1958;
- El fogo del ponente, Venezia, 1959;
- Solitàe, a cura di P.P. Pasolini, Milano, 1961;
- I Mesi dell'Anno, Trieste, 1962;
- 12 poesie, Milano, 1962;
- Elegìe istriane, Milano, 1963;
- Il non tempo del mare, 1912-1962, Milano, 1964 Premio Bagutta (1965);
- Dopo la longa ìstae, Milano, 1965;
- Elogio delle conchiglie, Milano, 1965;
- La poesia è un dono, Milano, 1966;
- El mar de l'eterno, Milano, 1967;
- Quanto più moro, Milano, 1969;
- La vose de le scusse, Milano, 1969;
- El picolo nio, Gorizia, 1969;
- La vita xe fiama. Poesie 1963-1969, Torino, 1970;
- I canti de l'Isola, 1912-1969, Trieste, 1970;
- Le litanie de la Madona, Grado, 1970;
- El vento de l'Eterno se fa teso, Milano, 1974;
- A sol calao, Milano, 1974, Premio Speciale del Presidente nell'ambito del Premio Viareggio;[5]
- El crìtoleo del corpo fracasao, Milano, 1976;
- Pan de pura farina, con una pagina di D. Valeri ed un commento di Gian Battista Pighi, Genova, 1977;  edizioni San Marco dei Giustiniani. ISBN 978-88-7494-150-6
- Stele cagiùe, Milano, 1977;
- In memoria, Milano, 1978;
- Nel silenzio più teso, Milano, 1980;
- E anche il vento tase, Genova, 1982; Edizioni San Marco dei Giustiniani,
- La vose de la sera, Milano, 1985.

### Prosa
- Grado l'isola d'oro, Grado, 1955;
- Gorizìa la città mutilata, Gorìzia, 1956;
- I delfini - Slataper, Milano, 1965;
- Strade e rive di Trieste, Milano, 1967.

### Carteggi
- Biagio Marin, Anna De Simone, Lasciami il sogno. Carteggio 1982-1985, a cura di Edda Serra, Il Ponte del Sale, Rovigo, 2020.

## Premi ed intitolazioni
In vita, Marin ha vinto numerosi premi letterari, tra i quali il Bagutta, il Cittadella, il Viareggio e il Premio Feltrinelli per la Poesia nel 1982.. Nel 1981 è stato proposto per il Premio Nobel.
Nel 2003 è stato intitolato a Marin il piazzale che ospita la fontana di Barcola, a Trieste.